# 더 드레이톤즈
더 드레이톤즈(The Draytones)는 2006년 잉글랜드 런던 캠던구에서 결성 된 영국의 인디 록 밴드로, 멤버들 모두 아르헨티나계 영국인이다.
2015년에 해체 소식을 알렸다.

## 구성원

### 현재
- 가브리엘 보카치
- 스티브 도슨
- 파블로 스코피나로
- 앤디 피커링

### 과거
- 알렉스 가제타스
- 크리스 레 굿
- 루크 리차드슨

## 음반 목록
- 2007년 EP - Forever On
- 2008년 정규 - Up in My Head
- 2012년 EP - Today's Memories
- 2015년 EP - See What You Hear